# Пролетарское (Донецкая область)
Пролетарское (укр. Пролетарське) / Пятиполье (укр. П'ятипiлля) — посёлок (c 1956 года), входит в Макеевский городской совет Донецкой области Украины. Находится под контролем Донецкой Народной Республики. Поселок расположен в 15 км от города  Макеевка. Поселковому Совету подчинены также населенные пункты Гусельское, Колосниково, Свердлово, Молочарка, Угольщик, Шевченко.

## География

#### Соседние населённые пункты по странам света
С, СЗ, З, ЮЗ: город Макеевка
СЗ: Свердлово, Колосниково
З: Угольщик
СВ: город Харцызск
В: Молочарка
ЮЗ: Межевое
ЮВ: Вербовка, Садовое, Новониколаевка
Ю: Холмистое, Гусельское, Шевченко, Грузско-Зорянское

## История
Поселок Пролетарское возник в 1937 году. 238 жителей поселка участвовали в Великой Отечественной войне, из них 82 погибли, 115 человек награждены орденами и медалями СССР.
В 1954 году в сквере поселка Пролетарского установлен памятник воинам, отдавшим жизнь  в годы Великой Отечественной войны.
На территории поселка находятся шахтно-техническая единица № 2 шахты «Холодная Балка» производственного объединения «Макеевуголь».
За трудовые успехи орденами и медалями награждены 397 тружеников поселка:
- семь человек награждены орденом Ленина;
- семь человек награждены орденом Октябрьской Революции.

В пгт Пролетарское работали:
- средняя школа,
- детский сад,
- поликлиника № 3,
- дворец культуры имени Карла Маркса,
- библиотека,
- почтовое отделение,
- сберегательная касса

12 мая 2016 года Верховная Рада Украины присвоила посёлку название Пятиполье в рамках кампании по декоммунизации на Украине. Переименование не было признано властями самопровозглашённой ДНР.

## Население
Население по переписи 2001 года составляло 3 666 человек.
Население на 2019 год составило 3158 человека.
Население на 2021 год составило 3155 человек.

## Общая информация
Почтовый индекс — 86192. Телефонный код — 6232. Код КОАТУУ — 1413569800.

## Местный совет
86192, Донецкая обл., Макеевский городской совет, пгт. Пролетарское, ул. Центральная, 4, 6-14-46.